# Taenianotus triacanthus

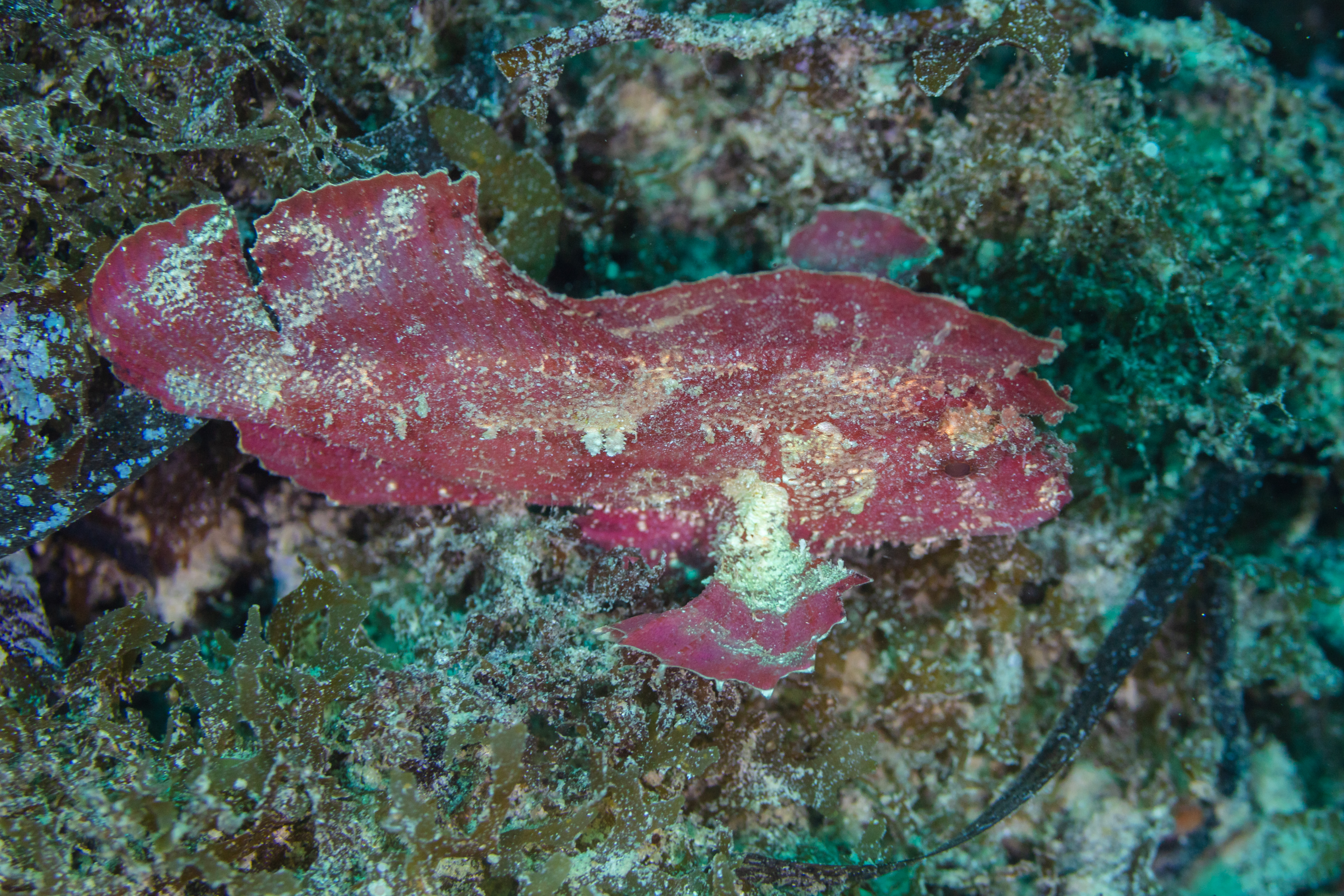
Ejemplar en Zanzíbar (Tanzania).

Taenianotus triacanthus es una especie de pez perteneciente a la familia de los escorpénidos y la única del género Taenianotus.

## Descripción
- Mide 10 cm de longitud máxima.
- Es de color rojizo o marrón.
- Muda la piel, dos veces al mes, empezando por la cabeza.
- Tiene espinas venenosas.[1]

## Alimentación
Come larvas y peces y crustáceos pequeños. 

## Hábitat
Es un pez marino, asociado a los arrecifes de coral y de clima tropical (30°N-30°S) que vive entre 5-134 m de profundidad (normalmente, entre 5 y 20).

## Distribución geográfica
Se encuentra desde África oriental hasta las islas Galápagos, las islas Ryukyu, las Hawái, Australia y las Tuamotu.

## Costumbres
Es bentónico, solitario y, generalmente, permanece inmóvil entre las algas. Cuando se mueve, sus movimientos se asemejan a los de una hoja muerta balanceándose de lado a lado.

## Observaciones
Es venenoso para los humanos.